# کنتلند (مریلند)
کنتلند (به انگلیسی: Kentland) یک منطقهٔ مسکونی در ایالات متحده آمریکا است که در شهرستان پرنس جرج، مریلند واقع شده‌است.